# Nusfjord
Nusfjord is een van de oudste en best bewaarde vissersdorpen in Noorwegen. Het is gelegen op de eilandengroep Lofoten en hoort administratief bij de gemeente Flakstad. Nusfjord is door UNESCO in 1975 aangewezen als proefproject om de traditionele Noorse architectuur te behouden.
Nusfjord wordt momenteel niet meer permanent bewoond en is een museumdorp. Wel is het nog mogelijk er te overnachten in een traditionele rorbuer.
Archeologische opgravingen hebben nederzettingen blootgelegd uit de 5de eeuw. Het was een van de eerste plekken waar op industriële schaal kabeljauw werd verwerkt in de Nordlandregio. Er zijn 2 historische krachtstations en een vijftigtal gebouwen.